# 항수 (수학)
항수(項數) 또는 애리티(arity)는 수학, 논리학, 컴퓨터 과학에서 함수 또는 연산이 취하는 독립변수나 오퍼랜드의 개수를 가리키는 용어이다. 이항관계의 항수는 해당하는 카르테시안 곱의 정의역의 차원이다.

## 예시
- 0항 함수(무항함수)는 아무 독립변수를 취하지 않는다.
  - 예: {\displaystyle f()=2}
- 단항함수는 하나의 독립변수를 취한다.
  - 예: {\displaystyle f(x)=2x}
- 이항함수는 두 개의 독립변수를 취한다.
  - 예: {\displaystyle f(x,y)=2xy}
- 삼항함수는 세 개의 독립변수를 취한다.
  - 예: {\displaystyle f(x,y,z)=2xyz}
- 이렇게, n항 함수는 n 개의 독립변수를 취한다.
  - 예: {\displaystyle f(x_{1},x_{2},\ldots ,x_{n})=2\prod _{i=1}^{n}\displaystyle x_{i}}

## 같이 보기
- 관계 (수학)
- 연산 (수학)